# La Lagunita, Tequisquiapan
La Lagunita är en ort i Mexiko.   Den ligger i kommunen Tequisquiapan och delstaten Querétaro Arteaga, i den centrala delen av landet, 150 km nordväst om huvudstaden Mexico City. La Lagunita ligger 1 900 meter över havet och antalet invånare är 122.
Terrängen runt La Lagunita är kuperad åt sydost, men åt nordväst är den platt. Runt La Lagunita är det ganska tätbefolkat, med 149 invånare per kvadratkilometer. Närmaste större samhälle är San Juan del Río, 19,3 km sydväst om La Lagunita. I omgivningarna runt La Lagunita växer huvudsakligen savannskog.